# Kotaykskoye Plato
Kotaykskoye Plato är ett högland i Armenien. Det ligger i den centrala delen av landet, 23 kilometer nordost om huvudstaden Jerevan.
Trakten runt Kotaykskoye Plato består i huvudsak av gräsmarker. Runt Kotaykskoye Plato är det ganska tätbefolkat, med 149 invånare per kvadratkilometer.